# Cirebon
Cirebon (un tempo chiamato Cheribon) è un comune nella provincia indonesiana di Giava Occidentale, sulla costa nord dell'isola di Giava. Ha lo status di Kota, riservato alle città che hanno il livello amministrativo equiparato a quello delle reggenze dell'Indonesia.

## Storia

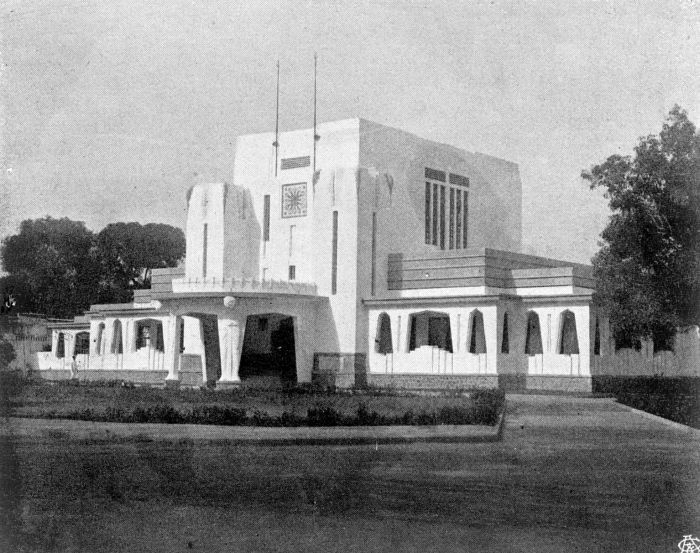
Cirebon City Hall (1927)

Cirebon è un porto sulla costa nord di Giava che esisteva al tempo del regno di Majapahit (1294-1478), situato nella Giava Centrale. La città era probabilmente già governata da un principe musulmano del tardo Quattrocento. La tradizione giavanese attribuisce la fondazione del Sultanato di Cirebon nel XVI secolo a Sunan Gunungjati un principe che diffuse la fede musulmana a Giava.

## Società

### Lingue e dialetti
La lingua è il dialetto giavanese di Cirebon, influenzato dal sundanese, la lingua dominante nella parte occidentale dell'isola. Il dialetto parlato nella reggenza di Banyumas, nella Giava Occidentale, è simile a quello di Cirebon.

## Cultura
La cultura di Cirebon è un mix di culture diverse.

## Geografia antropica
Cirebon è suddiviso in cinque sotto-distretti: Harjamukti, Kejaksan, Kesambi, Lemahwungkuk e Pekalipan.

## Economia

### Turismo
Cirebon è sede di quattro corti principesche, ognuna con il suo Kraton (palazzo):
- il Kasepuhan;
- il Kanoman;
- il Kaprabonan;
- il Kacirebonan.

A Cirebon si trovano molti parchi tra cui quello di Sunyaragi, che dispone di una sofisticata tecnologia di drenaggio delle acque.